# Adam Zagajewski
Adam Zagajewski, född 21 juni 1945 i Lwów i dåvarande Polen (i nuvarande Ukraina), död 21 mars 2021 i Kraków, var en polsk författare och poet.

## Biografi
Adam Zagajewski föddes i Lwów , som då tillhörde Polen, men växte upp i Schlesien och i Kraków. Han studerade filosofi vid Jagellonska universitetet och debuterade som poet 1972. Med sitt författarskap räknas han till den polska "nya vågen" (Nowa fala), generation-68, vilka tillhör den senmodernistiska traditionen. Vid sidan av diktsamlingar har han skrivit memoarer, novellsamlingar och essäer.
Zagajewski var en av de starkaste rösterna bland de polska intellektuella under östblockets dagar. Hans böcker belades därför 1976 med publiceringsförbud, vilket hävdes 1989. Han flydde till Paris 1981 och stannade där till 2002, när han återvände  till Kraków. 1988 utsågs han till gästprofessor i engelska och creative writing vid University of Houston och var därefter gästföreläsare några månader varje år vid amerikanska universitet.
Första gången hans författarskap utkom på svenska var på 1980-talet i tidskriften Hotel Örnsköld. Diktsamlingen Ode till mångfalden utkom 1987. Hans svenska översättningar gavs ut av Norstedts.

## Zagajewski som poet
Poeterna i nya vågen ville skriva en rak och enkel poesi utan metaforer och retoriska figurer, en poesi som nådde ut till människor och talade om deras problem och verklighet. I den dåvarande politiska situationen fanns också en tydlig udd riktad mot det kommunistiska systemet. Zagajewski skrev i den traditionen.
I sina första diktsamlingar, Komunikat (Kommuniké, 1972) och Sklepy mięsne (Köttaffärerna, 1975), ville Zagajewski i enlighet med sitt poetiska program tala sanning om den omgivande sociala verkligheten och avslöja det officiella språkets falskhet. Samlingen List. Oda do wielości (Brev. Ode till mångfalden, 1983) kan ses som ett poetiskt svar på införandet av krigstillstånd i Polen. Här etablerade Zagajewski också många av de motiv som blivit ständigt återkommande i hans författarskap. Det handlar om ett ifrågasättande av poetjagets roller och identitet, ett stort intresse för den europeiska kulturen och kulturarvet och en utforskning av poetens egna historiska och personliga bakgrund (till exempel i dikten Resa till Lwów). Poeten prövar olika kostymer och masker för att utforska möjliga varianter av det egna ödet. En återkommande bild är en vandrare försjunken i tankar, med en bok i handen.